# Multinazionale
Una multinazionale (in Italia spesso usato anche in ambito giornalistico col significato di corporation, ovvero di "grande impresa internazionale"), è un'impresa che possiede filiali in più stati del mondo.

## Storia
"Multinazionale" è un termine relativamente recente, legato al controllo di materie prime da parte di un numero sempre più ristretto di soggetti, all'espansione del commercio nel mondo e nella recente esplosione di nuovi settori quali il terziario e il terziario avanzato. Una realtà dinamica, in costante divenire, frutto dei processi economici e sociali iniziati nell'Ottocento con la rivoluzione industriale e il capitalismo, evolutisi con l'allargamento dei mercati dopo il secondo conflitto mondiale. Spesso il termine è associato al concetto di globalizzazione.
Prima dello scoppio della seconda guerra mondiale il commercio delle materie prime, necessario all'avvento dell'era industriale, era vincolato ai rapporti tra singoli stati. In genere l'iniziativa di acquisto era svolta tramite organi istituzionali. L'iniziativa diretta dei privati era minima e limitata a specifiche aree (ad esempio quelle oggetto del colonialismo ottocentesco).
Con la fine del secondo conflitto mondiale la "macchina" industriale, perlopiù quella delle nazioni risultate vincitrici, era progredita enormemente. La capacità di produrre superava le richieste del mercato interno e molte industrie dovevano essere riconvertite alla produzione civile. Allo stesso tempo vi erano interi Paesi europei e Asiatici da ricostruire e da finanziare.
In tale favorevole situazione, le istituzioni nazionali (ad esempio quelle degli Stati Uniti d'America), ma anche molte imprese private, poterono guardare con speranza ed interesse, alla pianificazione di una forte espansione delle proprie infrastrutture con la concreta possibilità di offrire con continuità prodotti per un'ampia e crescente richiesta dei mercati.
In quella fase divenne essenziale poter accedere senza limitazioni e senza vincoli temporali alle materie prime, sia quelle presenti nel mercato interno, sia di garantirsi il controllo o lo sfruttamento di quelle presenti in paesi stranieri. Divenne poi necessario accrescere la capacità industriale e produttiva, possedere o creare strutture di distribuzione e, infine, completare la filiera con l'istituzione della catena di vendita. Oltre a questo era necessario valorizzare, ad esempio con la pubblicità, la visibilità dei prodotti finiti.
Le istituzioni nazionali e le società private aumentarono in modo esponenziale la propria sfera di ingerenza e controllo, a volte anche in ampio contrasto tra loro, acquisendo e assorbendo le piccole realtà o le aziende con specializzazioni specifiche in settori chiave (es. quelle di ricerca e sviluppo).

## Descrizione
Una multinazionale è composta dunque da una società controllante e da una o più società controllate, situate in Paesi differenti, costituendo di fatto un'entità sovranazionale; ad esempio, la direzione si trova in un Paese, mentre gli impianti di produzione e distribuzione sono dislocati in altri paesi.
Le maggiori imprese multinazionali possono avere budget maggiori di quelli delle economie di interi paesi (non solo dei paesi in via di sviluppo ma ad esempio anche della Danimarca); tali imprese possono svolgere un ruolo importante nei processi di globalizzazione ed avere una forte influenza sulle relazioni internazionali degli stati coinvolti. Tuttavia vanno considerate "multinazionali" anche le piccole e medie imprese (PMI) dotate di un impianto di produzione o di distribuzione all'estero (ad esempio un calzaturificio del Nord Est con un impianto di produzione in Romania).
La multinazionalità permette di operare efficacemente in un'economia globale integrata. L'ascesa delle multinazionali negli anni novanta va di pari passo con il processo di liberalizzazione regionale e globale del commercio. A causa della concorrenza internazionale, le imprese tendono a ridurre i costi di produzione e ricercare fattori di produzione a basso costo.

### Multinazionale o transnazionale
Una denominazione alternativa (o, volendo, maggiormente indicativa) di questa tipologia di imprese è quella di "azienda transnazionale": con questo termine si vuole indicare quel raggruppamento privato di interessi che opera in diverse nazioni e continenti e che può anche avere una sede, un "cuore" in una sola nazione ma senza che vi siano per questo precise identità o vincoli nazionali.

### Struttura
Le aziende multinazionali possono essere divise in tre gruppi principali, in base al tipo di caratteristiche produttive:
- Le aziende multinazionali orizzontali gestiscono stabilimenti produttivi, situati in diversi paesi, con lo scopo di produrre merci simili o uguali (ad esempio la FIAT , oggi nel Gruppo Stellantis)
- Le aziende multinazionali verticali gestiscono stabilimenti produttivi in diversi paesi, con lo scopo di produrre merci che servono come materie prime per altri stabilimenti in altri paesi (esempio: Adidas).
- Le aziende multinazionali diversificate gestiscono, in diversi paesi, stabilimenti produttivi che non sono né orizzontalmente, né verticalmente, né direttamente o non direttamente collegati tra loro (esempio: Microsoft).

Alcune persone sostengono che una delle caratteristiche fondamentali delle aziende multinazionali sia quella di dotare di funzioni direttive e organizzative autonome (es. forniture, materie prime, aspetti finanziari e risorse umane ed animali) ogni stabilimento in cui operano nei diversi paesi, creando così una piccola versione di sé in ogni luogo in cui si trovano. Le imprese a livello mondiale, che alcuni ritengono essere il prossimo gradino nello sviluppo delle aziende multinazionali, condividono questa stessa caratteristica.

### Scelta di multinazionalità
La multinazionalità riguarda due aspetti. Nel primo caso, la dispersione geografica delle attività dell'impresa. Le imprese multinazionali svolgono attività, anche molto varie tra loro (lavorazione, assemblaggio, commercializzazione) in paesi diversi. In secondo luogo, la concentrazione della proprietà, o internalizzazione di tali attività. Un'impresa è multinazionale quando l'attività estera non è delegata ad un'impresa locale (esternalizzata) ma è svolta direttamente da una controllata dell'impresa stessa.
Solitamente, diventano multinazionali quelle imprese che sviluppano asset intangibili (il marchio, la reputazione, una nuova tecnologia) che possono essere diffusi in modo non competitivo e a costo zero in tutta l'impresa, tra i vari impianti, creando così economie di scala (relazione esistente tra aumento della scala di produzione, correlata alla dimensione di un impianto, e diminuzione del costo medio unitario di produzione) crescenti a livello di impresa e potere di mercato. Tali imprese operano in paesi diversi alla ricerca di nuovi mercati, mantenendo all'interno dell'impresa l'asset intangibile, in modo che non venga dissipato ("investimenti orizzontali").
Altre imprese possono investire all'estero per ottenere un risparmio sui costi di produzione e di distribuzione, per acquisire tecnologie specifiche o per sfruttare esternalità locali. Questo tipo di investimento può essere perseguito anche da aziende relativamente piccole, che sviluppano attività produttive flessibili e frammentate tra diversi paesi ("investimenti verticali").

### Localizzazione
Tra i fattori che determinano la scelta di localizzazione delle multinazionali vi sono:
- l'ordinamento giuridico nazionale nei suoi punti di forza e di debolezza, ad esempio per quanto riguarda la protezione dei diritti di proprietà degli investitori esteri.
- l'accesso ai mercati esteri
- la distanza geografica tra le diverse parti delle attività di un'impresa
- la disponibilità di fattori di produzione a basso costo (materie prime e costo del lavoro)

### Hollow Corporation
Con hollow corporation, letteralmente multinazionali vuote, vengono definite aziende che tendono ad esternalizzare la maggior parte dei processi produttivi. 
Esempi sono: il modello Nike, che consiste nel non possedere fabbriche, nel produrre i propri prodotti attraverso una rete di appalti e subappalti e investire le proprie risorse nel design e nel marketing;
oppure il modello Microsoft, che mantiene un controllo attivo, fatto di azionisti-dipendenti che svolgono le funzioni centrali, esternalizzando tutto il resto a lavoratori temporanei.

### Strategie di produzione e impatti occupazionali
La concorrenza fra le grandi imprese ed i margini di profitto sempre più ridotti hanno spinto le società produttive, cioè con attività prevalentemente industriale e manifatturiera, a dislocare una crescente quota della propria attività se non addirittura tutta in paesi dove la "forza lavoro" ha costi inferiori, vi siano vantaggi valutari e dove la pressione fiscale sia notevolmente bassa.
In tal senso i paesi in via di sviluppo sono terra di conquista per le multinazionali in quanto, oltre al già citato minor costo e tutela della manodopera indigena è possibile sfruttare (e controllare) legislazioni interne estremamente carenti o permissive per quanto concerne ad esempio l'inquinamento.

### Indicatori economici
Il numero di occupati (dipendenti diretti e dell'indotto) di una multinazionale è spesso misurabile nell'ordine delle decine o centinaia di migliaia di persone, valore che, pur elevato, è difficilmente paragonabile a quello del numero di abitanti di uno Stato. Al contrario il fatturato prodotto da una multinazionale può spesso risultare superiore al prodotto interno lordo di uno Stato, anche di medie dimensioni. La società petrolifera Exxon Mobil, per esempio, da diverso tempo ha ormai un fatturato superiore al PIL dell'Egitto.
Nel recente passato il fenomeno della costituzione di aziende multinazionali è cresciuto notevolmente anche in Oriente, in particolare in Russia e Cina. Ciononostante la maggioranza delle multinazionali è concentrata in Occidente e nei paesi maggiormente industrializzati: Stati Uniti, Giappone ed Unione europea.

## Investimenti Diretti Esteri (IDE)
Collegato al concetto di impresa multinazionale è quello di Investimento Diretto Estero (IDE), ossia l'investimento in un'impresa estera di cui l'investitore possiede almeno il 10% delle azioni ordinarie, con l'obiettivo di stabilire un "interesse duraturo" nel paese, una relazione a lungo termine e una significativa influenza nella gestione dell'impresa (definizioni FMI 1993, OCSE 1996).
Per creare, acquisire o espandere un'azienda estera controllata, le multinazionali effettuano IDE. Lo stock di IDE rappresenta il capitale diretto totale posseduto dai non residenti di un determinato paese.

### Internalizzazione ed esternalizzazione
Si possono distinguere gli investimenti diretti esteri in base al grado di coinvolgimento della multinazionale nell'impresa estera controllata, dal massimo (internalizzazione) al minimo (esternalizzazione):
- investimenti greenfield: creazione di imprese ex novo in loco (es: negozi Gap)
- fusioni e acquisizioni (M&A) (Mergers and Acquisitions)
- Joint venture: shared o ship
- Non-equity: franchising (contratti di agenzia per la commercializzazione, ad es. McDonald's) o licensing (contratti di licenza per la produzione, ad es. Nike)

Le modalità non-equity, che non prevedono cioè un controllo azionario, sono spesso un'opzione meno onerosa per le multinazionali, ma sono soggetti alla problematica dei fallimenti contrattuali (ad es. il rischio di dissipazione di una conoscenza proprietaria, come un brevetto - l'azienda locale potrebbe appropriarsene e mettersi in proprio):
- dissipazione di asset intangibili (reputazione, brand, brevetti e tecnologie proprietarie)
- Hold-up con contratti incompleti
- Agenzia con informazioni incomplete[3]

### Il finanziamento
Le attività delle società private cresciute ad una dimensione multinazionale si sono estese attraverso più nazioni e continenti, pur mantenendo come identità o "casa madre" la nazione d'origine, quella della capogruppo o della nazione dove risiede la holding del gruppo.
Le multinazionali in genere sfruttano come l'autofinanziamento principi di controllo del credito. Operano in settori con finanziamento nazionale o internazionale, cioè erogati da enti ed istituti statali o internazionali quali, ad esempio, la Banca Internazionale per la Ricostruzione e lo Sviluppo.

### IDE verticali e IDE orizzontali
- Gli IDE orizzontali e trazione dei mercati (market-seeking). Conseguono alla scelta di produrre in loco all'estero piuttosto che esportare, a causa di elevati costi commerciali o di barriere alle importazioni (protezionismo). Conducono sostanzialmente alla duplicazione all'estero delle attività di produzione.
- Gli IDE verticali hanno come obiettivo principale la limitazione dei costi di produzione (cost-saving). Conseguono alla scelta di operare una frammentazione del processo produttivo, piuttosto che svolgere una produzione integrata nel paese d'origine. Sono favoriti dal diverso costo dei fattori produttivi (capitale e lavoro) nei diversi paesi e dalla diversa intensità dei fattori nelle varie fasi produttive; sono sfavoriti dall'esistenza di alti costi commerciali. Conducono alla frammentazione del processo produttivo in più fasi, svolte in paesi differenti, e alla commercializzazione internazionale dei prodotti semilavorati.

### Avvenimenti accaduti
1. Gli IDE sono aumentati fortemente tra 1985 e 2000, superando di molto la crescita del commercio internazionale e del reddito, per poi stabilizzarsi tra 2001 e 2005. I flussi di investimento delle multinazionali restano inferiori ai flussi commerciali, ma secondo dati UNCTAD (2000) circa un terzo del commercio mondiale avviene all'interno delle strutture delle multinazionali, tra filiali in paesi diversi o tra filiali e casa madre.
2. Gli IDE provengono prevalentemente dai paesi avanzati (USA, Unione europea, tigri asiatiche): il 90.34% nel 2002-04, secondo dati UNCTAD.
3. Negli anni novanta, il 95% dei flussi in uscita degli IDE era da Paesi avanzati verso Paesi avanzati. Nel 2010 il 70% degli IDE è da paesi avanzati verso sia paesi avanzati (48%) che verso PVS (46%): Oggi c'è maggiore promiscuità.
4. Gli investimenti diretti esteri avvengono principalmente per fusione? con aziende locali già esistenti, soprattutto tra paesi sviluppati. Nei paesi in via di sviluppo al contrario le imprese multinazionali procedono più spesso con la creazione di impianti e imprese ex novo in loco (investimenti greenfield), poiché non esistono sul mercato locale aziende target adatte all'acquisizione.
5. La maggior parte degli IDE sono concentrati in settori ad alta intensità di lavoro qualificato e di tecnologia: chimica, macchinari, mezzi di trasporto. Si tratta di settori con forti investimenti in ricerca e sviluppo, alta professionalità dei lavoratori e complessità tecnica o differenziazione dei beni prodotti, il che genera economie di scala a livello di impresa
6. Le imprese multinazionali hanno generalmente performance migliori delle imprese nazionali sia nel paese d'origine che in quello di destinazione. Le multinazionali sono mediamente più grandi, più produttive, fanno più ricerca e sviluppo, impiegano personale più qualificato
7. Negli ultimi anni è aumentata la frammentazione geografica della produzione in reti internazionali (specializzazione verticale): le diverse fasi di produzione di un bene vengono svolte in paesi differenti (delocalizzazione) e i semilavorati vengono commerciati internazionalmente.

## Effetti sull'economia del paese d'origine
Sull'economia del paese d'origine, la trasformazione delle imprese in multinazionali può avere come effetti:
- + maggiore guadagno degli azionisti dell'impresa multinazionale
- - effetti negativi sull'occupazione diretta nel breve periodo per delocalizzazione della produzione ad alta intensità di lavoro in paesi a minor costo del lavoro;
- + aumento della produzione complessiva e della produttività dell'azienda, con aumento del livello di occupazione. La delocalizzazione riduce il costo delle fasi produttive ad alta intensità di lavoro (es: assemblaggio), consentendo di aumentare la produzione allo stesso costo: cresce pertanto la domanda per le fasi produttive complementari, ad alta intensità di capitale, rimaste nel paese d'origine (es: produzione componenti), e quindi anche la domanda di lavoratori qualificati nel paese d'origine. Si ha pertanto una riduzione dei costi di produzione e una maggiore competitività delle imprese nazionali; la delocalizzazione rafforza le attività rimaste nel paese d'origine;
- - aumento del divario salariale tra lavoratori qualificati e lavoratori non qualificati

### Implicazioni per la politica nazionale
- Le imprese multinazionali possono aggirare le politiche nazionali di tassazione delle imprese trasferendo le proprie attività in paesi a minor livello di tassazione
- Le rendite di eventuali politiche commerciali protezionistiche vengono trasferite agli azionisti esteri delle imprese multinazionali piuttosto che ai cittadini nazionali
- Le imprese multinazionali possono essere meno responsabili (mancanza di accountability) nei confronti delle regolamentazioni nazionali
- La capacità delle multinazionali di trasferire attività rende più volatili le entrate fiscali
- La grande dimensione della maggioranza delle multinazionali dà loro un forte potere contrattuale nella contrattazione con le autorità fiscali e di regolamentazione nazionali
- Gli enti nazionali non sono spesso in grado e non hanno l'autorità di sorvegliare le transazioni internazionali (casi Enron e Parmalat)
- Politiche economiche specifiche possono attrarre (come nel caso dell'Irlanda) o scoraggiare l'attività delle multinazionali: la concorrenza tra paesi tramite sussidi può essere deleteria, quella effettuata tramite l'offerta di un quadro giuridico e istituzionale migliore può essere proficua per i cittadini nazionali.
- Alcuni trattati internazionali sugli investimenti, come ISDS o TTIP, prevedono corti di arbitrato commerciale che permettono alle multinazionali di portare in tribunale un governo che, attraverso l'introduzione di regolamenti più restrittivi a tutela dell'ambiente o dei diritti sociali, dovesse minacciare i loro profitti, reali o attesi che siano.

### Land grabbing
L'acquisto di vasti territori per produzioni agricole o energetiche da parte delle multinazionali viene chiamato land grabbing.

### Propaganda
Grandi risorse finanziarie sono destinate alla propaganda dei marchi, il cosiddetto branding, che sono commercialmente più essenziali dei prodotti i quali possono comunque essere fatti fabbricare anche da terzi alla migliore offerta.

## Effetti sull'economia dei paesi di destinazione
Nel mercato dei prodotti l'ingresso di una multinazionale potrebbe avere sia effetti, negativi (-) o positivi (+), ad esempio:
- - l'estromissione di imprese nazionali (crowding-out) sottraendo loro quote di mercato; ricerche empiriche mostrano tuttavia che solo i produttori locali più inefficienti vengono estromessi;
- + l'aumento della concorrenza sul mercato, per l'erosione del potere di monopolio delle imprese locali. Si generano effetti pro-competitivi: le risorse locali sono impiegate più efficientemente, i prezzi diminuiscono a favore dei consumatori,
- - in realtà potrebbero essere le multinazionali stesse, ad assumere, poi, una posizione di monopolio potendo disporre di grandi capitali e quindi potendo operare una politica commerciale aggressiva;
- + la presenza di spillover, ossia la ricaduta sulle imprese locali di tecnologie, conoscenze e metodi importati dalla multinazionale. Tuttavia ciò si verifica solo se il paese ospite dispone di lavoro qualificato e tecnologia sufficiente per interagire con le multinazionali, si possono sviluppare trasferimenti di tecnologia e legami di interdipendenza produttiva;
- - il trasferimento all'estero dei profitti delle aziende;

Anche nel mercato del lavoro l'ingresso di una multinazionale può avere effetti, negativi (-) o positivi (+), ad esempio:
- + una creazione di posti di lavoro aggiuntivi, più qualificati e dotati di maggiori salari;
- - uno spostamento della manodopera dalle industrie locali, o più spesso dall'agricoltura, alle fabbriche delle multinazionali grazie alla distruzione dell'apparato produttivo preesistente, che possono poi imporre salari più bassi e imporre condizioni di lavoro degradate
- - una maggiore volatilità dei nuovi posti di lavoro, con conseguente incertezza e riduzione del livello di benessere.

### Relazione con la forza del sistema economico locale
Il paese di destinazione beneficia degli investimenti diretti esteri soprattutto se ha un sistema economico (tecnologia e forza-lavoro qualificata) abbastanza forte da poter interagire con le multinazionali, in modo da sfruttare gli effetti di spillover. un ottimo esempio ne è stato l'Irlanda: al suo ingresso nella CEE nel 1973 era un paese a basso reddito e a bassa tassazione dei profitti da investimenti esteri. Gli investimenti delle multinazionali hi-tech americane negli anni ottanta e novanta crearono una forte domanda di lavoro qualificato, cui fu data risposta con il ritorno in patria di ingegneri irlandesi emigrati negli Stati Uniti e con una politica per il miglioramento dell'istruzione superiore nelle scienze e nelle tecnologie. Nel caso irlandese, gli investimenti esteri sono stati una componente essenziale per lo sviluppo economico.
Quando invece i divari tecnologici e di reddito sono troppo grandi, gli IDE non creano effetti positivi sul mercato locale. Ad esempio, gli investimenti petroliferi hanno avuto una ricaduta pressoché nulla nei paesi produttori: le attività collegate all'estrazione richiedono servizi altamente professionali che non possono essere forniti dalle imprese locali, mentre le attività a valle (chimiche e di raffinazione) sarebbero poco efficienti in paesi arretrati; come risultato, il petrolio viene esportato allo stato greggio.
Va poi tenuto conto che ogni impresa è un insieme unico di fattori, competenze e procedure; investimenti di imprese diversi possono avere effetti considerevolmente diversi sia sull'economia ospite sia su quella di origine.

### Volatilità degli investimenti esteri
La volatilità degli investimenti delle multinazionali a shock esterni, con la conseguente perdita di posti di lavoro, è più evidente nei paesi in via di sviluppo che non nei paesi industrializzati. Gli investimenti tra paesi industrializzati mostrano anzi una minore volatilità delle multinazionali rispetto alle imprese nazionali: le multinazionali reagiscono più rapidamente agli shock, ma in misura complessiva minore, in quanto hanno diversificato geograficamente il rischio e godono di un maggiore livello di efficienza; possono così fare fronte in modo migliore ad eventuali shock negativi, rispetto alle imprese nazionali. 
Per quanto riguarda invece i paesi in via di sviluppo, molti investimenti diretti esteri sono motivati dalla ricerca di un minore costo del lavoro. Con l'aumento dei redditi nel tempo, aumentano anche i salari, riducendo i margini di profitto delle multinazionali; il paese di destinazione può così perdere la propria capacità di attrazione, a favore di nuovi attori a minore costo del lavoro (ad esempio le multinazionali USA si spostano oggi dal Messico alla Cina). Per far sì che le imprese estere mantengano le loro attività a lungo termine, è quindi necessario che il paese sviluppi altri fattori di attrazione (una forza-lavoro più qualificata attraverso investimenti nell'istruzione, ad esempio); anche in questo, l'Irlanda si dimostra un esempio positivo per l'utilizzo di vantaggi iniziali di costo nella creazione di legami a lungo termine con le multinazionali estere. Le imprese estere possono arrivare e ripartire poi verso paesi più redditizi, e i benefici apportati possono essere per i paesi in via di sviluppo illusori e di breve durata.

### Investimenti diretti esteri vs. crisi monetarie
In generale i paesi in via di sviluppo beneficiano maggiormente dagli investimenti diretti esteri (IDE) delle multinazionali rispetto agli investimenti di portafoglio, alle obbligazioni o ai prestiti bancari: gli IDE, infatti, sono più a lungo termine e meno volatili, evitando ai paesi il rischio di cadere in una crisi monetaria; inoltre non costituiscono debito estero.

## Settori di maggior presenza
Le attività economiche delle maggiori multinazionali sono: la produzione di automobili, la raffinazione del petrolio, l'elettronica di consumo, l'industria chimica e farmaceutica, i prodotti alimentari, la produzione di energia elettrica, i servizi bancari, finanziari ed assicurativi, il commercio all'ingrosso e al dettaglio, le telecomunicazioni e i media.
Gli interessi delle multinazionali nell'intera filiera di prodotto, come anche la necessità della diversificazione di attività e rischi, comporta che i settori nei quali operano le multinazionali si estendano spesso a campi che non hanno diretta relazione con la produzione principale (il cosiddetto core business) dell'impresa.
Un esempio di tale ramificazione è la ex Philip Morris, ora Altria Group. Nome conosciuto principalmente per l'appartenenza al settore del tabacco, opera anche, tramite società controllate, nel settore agroalimentare ed in altri comparti.

### Il settore dell'energia
Nello strategico settore dell'energia in Italia è possibile leggere l'evoluzione di questi concetti ripercorrendo la storia dell'Ente Nazionale Idrocarburi (ENI). Più in generale nel mondo il settore e il controllo di tale mercato è stato circoscritto alla nascita delle cosiddette "sette sorelle", ovvero delle sette compagnie che ancora oggi possiedono il monopolio di questo settore.